# Ĥ
Ĥ, en minúsculas ĥ (H con acento circunflejo) es la undécima letra del alfabeto en esperanto, corresponde a una fricativa velar sorda ([x] en el Alfabeto Fonético Internacional), es decir, el mismo sonido de la ⟨j⟩ del español. También puede sustituirse con ⟨hh⟩. 
Su función principal radica en representar en esperanto los términos que contengan la ch latina y la "xi" griega (χ), lo cual se diferencia de la k verdadera griega (kappa o "κ") y la k presente en otros idiomas no europeos.
Ĥ es una de las letras menos usadas en esperanto. Su uso más moderno tiende a reemplazarla cuando es posible por k: monarĥo → monarko, anarĥio → anarkio, arĥivo → arkivo, ĥemio → kemio e, incluso, ĥoro → koruso. 
No obstante esto no siempre es posible, ya que por ejemplo ĥoreo se refiere específicamente a los coreas o bailes de San Vito, mientras Koreo se refiere a los coreanos del país Corea. Emplear la k por ĥ de esta forma se puede llegar a considerar "ĥo-fobia" y por tanto debe evitarse.
Existen varias formas de escribir este carácter, ya que el acento circunflejo puede estar encima de la parte más alta del carácter, encima de la parte más baja, o bien encima de ambas partes. La ubicación del acento circunflejo puede variar según el tipo de letra en el que sea escrito o mostrado.